# Gaston Van Laere
Gaston Van Laere (* 6. Dezember 1890 in Tourcoing; † im 20. Jahrhundert) war ein französischer Wasserballspieler.

## Karriere
Van Laere nahm an den Olympischen Spielen 1912 in Stockholm teil. Hier erreichte er mit der französischen Nationalmannschaft den fünften Rang.